# Havia caranegra
L'havia caranegra (Habia atrimaxillaris) és un ocell de la família dels cardinàlids (Cardinalidae).

## Hàbitat i distribució
Habita la selva pluvial i vegetació secundària del sud-oest de Costa Rica.